# Лауреаты Государственной премии Украины в области науки и техники (1980)
Государственная премия УССР в области науки и техники — лауреаты 1980 года.
На основании представления комитета по государственным премиям УССР в области науки и техники Центральный Комитет Компартии Украины и Совет Министров УССР издали постановление № 646 от 9 декабря 1980 года «О присуждении Государственных премий Украины в области науки и техники 1980 года».

## Лауреаты Государственной премии УССР в области науки и техники 1980 года
| Премированная работа | Лауреаты                                     | Кратко о лауреате |
| --- | -------------------------------------------- | --- |
| Промышленная технология выращивания, сбора и переработки томатов в консервной зоне юга УССР | Горбатенко, Евгения Михайловна               | кандидат сельскохозяйственных наук, заведующая отделом Украинского научно-исследовательского института орошаемого земледелия |
| Промышленная технология выращивания, сбора и переработки томатов в консервной зоне юга УССР | Берёзкина, Галина Ефимовна                   | кандидат сельскохозяйственных наук, старший научный сотрудник Украинского научно-исследовательского института овощеводства и бахчеводства |
| Промышленная технология выращивания, сбора и переработки томатов в консервной зоне юга УССР | Кириченко, Иван Евдокимович                  | заместитель Министра пищевой промышленности УССР |
| Промышленная технология выращивания, сбора и переработки томатов в консервной зоне юга УССР | Кудрик, Михаил Никифорович                   | начальник подотдела Госплана УССР |
| Промышленная технология выращивания, сбора и переработки томатов в консервной зоне юга УССР | Кузнечная, Надежда Михайловна                | директор Херсонского овощного совхоза |
| Промышленная технология выращивания, сбора и переработки томатов в консервной зоне юга УССР | Жакомин, Александр Никифорович               | главный агроном Херсонского овощного совхоза |
| Промышленная технология выращивания, сбора и переработки томатов в консервной зоне юга УССР | Перепелицын, Владимир Иванович               | бригадир слесарей-наладчиков Херсонского консервного комбината |
| Промышленная технология выращивания, сбора и переработки томатов в консервной зоне юга УССР | Кадигроб, Виктор Алексеевич                  | заведующий отделом Николаевского филиала Киевского проектно-конструкторского технологического института |
| Промышленная технология выращивания, сбора и переработки томатов в консервной зоне юга УССР | Липгардт, Юрий Петрович                      | заведующий лабораторией Южно-Украинской государственной зональной машиноисследовательской станции |
| Промышленная технология выращивания, сбора и переработки томатов в консервной зоне юга УССР | Жвалевский, Анатолий Сергеевич               | кандидат технических наук (посмертно) |
| Создание технологии, организацию производства из отходов промышленности и внедрение в народное хозяйство нового эффективного строительного материала — белого листового шлакоситала                                                                       | Саркисов, Павел Джибраелович                 | доктор технических наук, профессор Московского химико-технологического института имени Д. И. Менделеева |
| Создание технологии, организацию производства из отходов промышленности и внедрение в народное хозяйство нового эффективного строительного материала — белого листового шлакоситала                                                                       | Солодовников, Геннадий Ильич                 | стекловар Константиновского завода «Автостекло» |
| Создание технологии, организацию производства из отходов промышленности и внедрение в народное хозяйство нового эффективного строительного материала — белого листового шлакоситала                                                                       | Казаков, Анатолий Михайлович                 | машинист прокатной машины Константиновского завода «Автостекло» |
| Создание технологии, организацию производства из отходов промышленности и внедрение в народное хозяйство нового эффективного строительного материала — белого листового шлакоситала                                                                       | Светленко, Виктор Иванович                   | старший стекловарь Константиновского завода «Автостекло» |
| Создание технологии, организацию производства из отходов промышленности и внедрение в народное хозяйство нового эффективного строительного материала — белого листового шлакоситала                                                                       | Голиус, Тамара Ефимовна                      | кандидат технических наук, заведующая лабораторией Константиновского завода «Автостекло» |
| Создание технологии, организацию производства из отходов промышленности и внедрение в народное хозяйство нового эффективного строительного материала — белого листового шлакоситала                                                                       | Сас, Раиса Ивановна                          | кандидат технических наук, заведующая отделом Константиновского завода «Автостекло» |
| Создание технологии, организацию производства из отходов промышленности и внедрение в народное хозяйство нового эффективного строительного материала — белого листового шлакоситала                                                                       | Усов, Иван Андреевич                         | начальник проектно-конструкторского бюро Константиновского завода «Автостекло» |
| Создание технологии, организацию производства из отходов промышленности и внедрение в народное хозяйство нового эффективного строительного материала — белого листового шлакоситала                                                                       | Бобров, Владимир Васильевич                  | заместитель главного технолога Константиновского завода «Автостекло» |
| Создание технологии, организацию производства из отходов промышленности и внедрение в народное хозяйство нового эффективного строительного материала — белого листового шлакоситала                                                                       | Гурвиц, Израиль Григорьевич                  | главный технолог Константиновского завода «Автостекло» |
| Создание технологии, организацию производства из отходов промышленности и внедрение в народное хозяйство нового эффективного строительного материала — белого листового шлакоситала                                                                       | Минаков, Владимир Анатольевич                | кандидат технических наук, главный инженер, Константиновского завода «Автостекло» |
| Создание и промышленное освоение серийного производства высокоэффективных пропеллерных гидротурбин для второй очереди Днепровской ГЭС имени В. И. Ленина                                                                                                  | Тарасова, Алиса Алексеевна                   | главный специалист Украинского отделения Всесоюзного проектно-изыскательского и научно-исследовательского института «Гидропроект» имени С. Я. Жука |
| Создание и промышленное освоение серийного производства высокоэффективных пропеллерных гидротурбин для второй очереди Днепровской ГЭС имени В. И. Ленина                                                                                                  | Папанов, Анатолий Васильевич                 | главный инженер Днепровской ГЭС имени В. И. Ленина |
| Создание и промышленное освоение серийного производства высокоэффективных пропеллерных гидротурбин для второй очереди Днепровской ГЭС имени В. И. Ленина                                                                                                  | Рыбаков, Владимир Иванович                   | заместитель начальника цеха Днепровской ГЭС имени В. И. Ленина |
| Создание и промышленное освоение серийного производства высокоэффективных пропеллерных гидротурбин для второй очереди Днепровской ГЭС имени В. И. Ленина                                                                                                  | Подкопай, Виктор Петрович                    | токарь производственного объединения турбостроения «Харьковский турбинный завод» имени С. М. Кирова |
| Создание и промышленное освоение серийного производства высокоэффективных пропеллерных гидротурбин для второй очереди Днепровской ГЭС имени В. И. Ленина                                                                                                  | Удовиченко, Владимир Григорьевич             | секретарь партийного комитета производственного объединения турбостроения «Харьковский турбинный завод» имени С. М. Кирова |
| Создание и промышленное освоение серийного производства высокоэффективных пропеллерных гидротурбин для второй очереди Днепровской ГЭС имени В. И. Ленина                                                                                                  | Зорюков, Виктор Николаевич                   | начальник цеха производственного объединения турбостроения «Харьковский турбинный завод» имени С. М. Кирова |
| Создание и промышленное освоение серийного производства высокоэффективных пропеллерных гидротурбин для второй очереди Днепровской ГЭС имени В. И. Ленина                                                                                                  | Юрченко, Владимир Захарович                  | ведущий инженер-конструктор специального конструкторского бюро производственного объединения турбостроения «Харьковский турбинный завод» имени С. М. Кирова                                                                                                |
| Создание и промышленное освоение серийного производства высокоэффективных пропеллерных гидротурбин для второй очереди Днепровской ГЭС имени В. И. Ленина                                                                                                  | Ляшко, Виктор Васильевич                     | заместитель начальника специального конструкторского бюро производственного объединения турбостроения «Харьковский турбинный завод» имени С. М. Кирова |
| Создание и промышленное освоение серийного производства высокоэффективных пропеллерных гидротурбин для второй очереди Днепровской ГЭС имени В. И. Ленина                                                                                                  | Вапник, Борис Кириллович                     | заместитель начальника специального конструкторского бюро производственного объединения турбостроев «Харьковский турбинный завод» имени С. М. Кирова |
| Создание и промышленное освоение серийного производства высокоэффективных пропеллерных гидротурбин для второй очереди Днепровской ГЭС имени В. И. Ленина                                                                                                  | Веремеенко, Игорь Степанович                 | начальник специального конструкторского бюро производственного объединения турбостроения «Харьковский турбинный завод» имени С. М. Кирова |
| Создание и внедрение высокопроизводительных автоматизированных вскрышных комплексов горнотранспортного оборудования непрерывного действия для открытых горных разработок с роторными экскаваторами и отвалообразователями принципиально новых конструкций | Иванченко, Анатолий Андреевич                | машинист экскаватора Орджоникидзевского горно-обогатительного комбината |
| Создание и внедрение высокопроизводительных автоматизированных вскрышных комплексов горнотранспортного оборудования непрерывного действия для открытых горных разработок с роторными экскаваторами и отвалообразователями принципиально новых конструкций | Заболотный, Сергей Васильевич                | главный механик Республиканского промышленного объединения горнорудных предприятий «Укрруда» |
| Создание и внедрение высокопроизводительных автоматизированных вскрышных комплексов горнотранспортного оборудования непрерывного действия для открытых горных разработок с роторными экскаваторами и отвалообразователями принципиально новых конструкций | Манов, Владимир Михайлович                   | заместитель директора научно-исследовательского, проектно-конструкторского и технологического института производственного объединения «Ждановтяжмаш» |
| Создание и внедрение высокопроизводительных автоматизированных вскрышных комплексов горнотранспортного оборудования непрерывного действия для открытых горных разработок с роторными экскаваторами и отвалообразователями принципиально новых конструкций | Верещагин, Леонид Аркадьевич                 | кандидат технических наук, заведующий лабораторией Киевского института автоматики имени ХХV съезда КПСС |
| Создание и внедрение высокопроизводительных автоматизированных вскрышных комплексов горнотранспортного оборудования непрерывного действия для открытых горных разработок с роторными экскаваторами и отвалообразователями принципиально новых конструкций | Грищенко, Анатолий Зиновьевич                | доктор технических наук, заместитель директора Киевского института автоматики имени XXV съезда КПСС |
| Создание и внедрение высокопроизводительных автоматизированных вскрышных комплексов горнотранспортного оборудования непрерывного действия для открытых горных разработок с роторными экскаваторами и отвалообразователями принципиально новых конструкций | Ветров, Юрий Александрович                   | член-корреспондент Академии наук УССР, ректор Киевского инженерно-строительного института |
| Создание и внедрение высокопроизводительных автоматизированных вскрышных комплексов горнотранспортного оборудования непрерывного действия для открытых горных разработок с роторными экскаваторами и отвалообразователями принципиально новых конструкций | Шолтыш, Владимир Петрович                    | начальник конструкторского бюро производственного объединения «Новокраматорский машиностроительный завод» |
| Создание и внедрение высокопроизводительных автоматизированных вскрышных комплексов горнотранспортного оборудования непрерывного действия для открытых горных разработок с роторными экскаваторами и отвалообразователями принципиально новых конструкций | Шендеров, Авраам Исаакович                   | кандидат технических наук, заместитель главного конструктора производственного объединения «Новокраматорский машиностроительный завод» |
| Создание и внедрение высокопроизводительных автоматизированных вскрышных комплексов горнотранспортного оборудования непрерывного действия для открытых горных разработок с роторными экскаваторами и отвалообразователями принципиально новых конструкций | Скользкий, Пётр Иванович                     | кандидат технических наук, главный конструктор производственного объединения «Новокраматорский машиностроительный завод» |
| Создание и внедрение высокопроизводительных автоматизированных вскрышных комплексов горнотранспортного оборудования непрерывного действия для открытых горных разработок с роторными экскаваторами и отвалообразователями принципиально новых конструкций | Смирнов, Иван Григорьевич                    | пер. бюро НКМЗ имени Ленина ВГТ |
| Разработка основ, создание и внедрение в промышленность технологии и оборудования для плазмодуговой выплавки слитков сталей и сплавов из заготовок и некомпактной шихты                                                                                   | Феофанов, Лев Петрович                       | (посмертно) |
| Разработка основ, создание и внедрение в промышленность технологии и оборудования для плазмодуговой выплавки слитков сталей и сплавов из заготовок и некомпактной шихты                                                                                   | Шехтер, Семён Яковлевич                      | заведующий отделом Донецкого научно-исследовательского института чёрной металлургии |
| Разработка основ, создание и внедрение в промышленность технологии и оборудования для плазмодуговой выплавки слитков сталей и сплавов из заготовок и некомпактной шихты                                                                                   | Прянишников, Игорь Степанович                | кандидат технических наук, заместитель Министра чёрной металлургии СССР |
| Разработка основ, создание и внедрение в промышленность технологии и оборудования для плазмодуговой выплавки слитков сталей и сплавов из заготовок и некомпактной шихты                                                                                   | Клюев, Михаил Маркович                       | доктор технических наук, начальник центральной заводской лаборатории электрометаллургического завода «Электросталь» имени И. Ф. Тевосяна |
| Разработка основ, создание и внедрение в промышленность технологии и оборудования для плазмодуговой выплавки слитков сталей и сплавов из заготовок и некомпактной шихты                                                                                   | Асоянц, Григорий Баградович                  | директор опытного завода Института электросварки имени Е. О. Патона Академии наук УССР |
| Разработка основ, создание и внедрение в промышленность технологии и оборудования для плазмодуговой выплавки слитков сталей и сплавов из заготовок и некомпактной шихты                                                                                   | Торхов, Геннадий Фёдорович                   | кандидат технических наук, старший научный сотрудник Института электросварки имени Е. О. Патона Академии наук УССР |
| Разработка основ, создание и внедрение в промышленность технологии и оборудования для плазмодуговой выплавки слитков сталей и сплавов из заготовок и некомпактной шихты                                                                                   | Забарило, Олег Семёнович                     | кандидат технических наук, старший научный сотрудник Института электросварки имени Е. О. Патона Академии наук УССР |
| Разработка основ, создание и внедрение в промышленность технологии и оборудования для плазмодуговой выплавки слитков сталей и сплавов из заготовок и некомпактной шихты                                                                                   | Григоренко, Георгий Михайлович               | кандидат технических наук, заведующий лабораторией Института электросварки имени Е. О. Патона Академии наук УССР |
| Разработка основ, создание и внедрение в промышленность технологии и оборудования для плазмодуговой выплавки слитков сталей и сплавов из заготовок и некомпактной шихты                                                                                   | Чвертко, Анатолий Иванович                   | доктор технических наук, начальник опытного конструкторско-технологического бюро Института электросварки имени Е. О. Патона Академии наук УССР |
| Разработка основ, создание и внедрение в промышленность технологии и оборудования для плазмодуговой выплавки слитков сталей и сплавов из заготовок и некомпактной шихты                                                                                   | Лакомский, Виктор Иосифович                  | доктор технических наук, заведующий отделом, руководитель работы, работник Института электросварки имени Е. О. Патона Академии наук УССР |
| Разработка, создание и внедрение комплекса новых методов и приборов для физико-химического анализа материалов | Тарнавский, Антон Иванович                   | главный конструктор проекта опытного конструкторско-технологического бюро Института металлофизики Академии наук УССР |
| Разработка, создание и внедрение комплекса новых методов и приборов для физико-химического анализа материалов | Епифанов, Владимир Гаврилович                | главный конструктор проекта опытного конструкторско-технологического бюро Института металлофизики Академии наук УССР |
| Разработка, создание и внедрение комплекса новых методов и приборов для физико-химического анализа материалов | Дубинский, Игорь Николаевич                  | главный конструктор проекта опытного конструкторско-технологического бюро Института металлофизики Академии наук УССР |
| Разработка, создание и внедрение комплекса новых методов и приборов для физико-химического анализа материалов | Свечников, Василий Николаевич                | академик Академии наук УССР, старший научный сотрудник-консультант Института металлофизики Академии наук УССР |
| Разработка, создание и внедрение комплекса новых методов и приборов для физико-химического анализа материалов | Петьков, Валерий Васильевич                  | кандидат технических наук, заведующий отделом опытного конструкторско-технологического бюро Института металлофизики Академии наук УССР |
| Разработка, создание и внедрение комплекса новых методов и приборов для физико-химического анализа материалов | Краковецкий-Кочержинский, Юрий Александрович | доктор технических наук, старший научный сотрудник Института металлофизики Академии наук УССР |
| Разработка, создание и внедрение комплекса новых методов и приборов для физико-химического анализа материалов | Васильев, Михаил Алексеевич                  | доктор физико-математических наук, старший научный сотрудник Института металлофизики Академии наук УССР |
| Разработка, создание и внедрение комплекса новых методов и приборов для физико-химического анализа материалов | Черепин, Валентин Тихонович                  | доктор физико-математических наук, заместитель директора Института металлофизики Академии наук УССР, руководитель работы |
| Разработка, создание и внедрение комплекса новых методов и приборов для физико-химического анализа материалов | Шишкин, Евгений Андреевич                    | кандидат технических наук, ведущий конструктор опытного конструкторско-технологического бюро Института металлофизики Академии наук УССР |
| Разработка, создание и внедрение комплекса новых методов и приборов для физико-химического анализа материалов | Попов, Валентин Иванович                     | начальник лаборатории НИИ «Сатурн» |
| Создание, исследование и внедрение в промышленность воздушно-реактивных газоструйных инструментов и машин на её основе для бурения мёрзлых и вечномёрзлых грунтов, резки и обработки природного камня высокой прочности                                   | Артемчук, Яков Антонович                     | слесарь Соколовского карьероуправления треста «Житомирнерудпром» |
| Создание, исследование и внедрение в промышленность воздушно-реактивных газоструйных инструментов и машин на её основе для бурения мёрзлых и вечномёрзлых грунтов, резки и обработки природного камня высокой прочности                                   | Кагал, Алексей Андреевич                     | кольщик плит и блоков Верхнеднепровского карьера производственного объединения «Днепрорудпром» |
| Создание, исследование и внедрение в промышленность воздушно-реактивных газоструйных инструментов и машин на её основе для бурения мёрзлых и вечномёрзлых грунтов, резки и обработки природного камня высокой прочности                                   | Бойко, Владимир Петрович                     | заведующий отделом Всесоюзного научно-исследовательского и проектно-конструкторского института горного машиностроения |
| Создание, исследование и внедрение в промышленность воздушно-реактивных газоструйных инструментов и машин на её основе для бурения мёрзлых и вечномёрзлых грунтов, резки и обработки природного камня высокой прочности                                   | Сакович, Милий Георгиевич                    | главный конструктор проекта Всесоюзного научно-исследовательского и проектно-конструкторского института горного машиностроения |
| Создание, исследование и внедрение в промышленность воздушно-реактивных газоструйных инструментов и машин на её основе для бурения мёрзлых и вечномёрзлых грунтов, резки и обработки природного камня высокой прочности                                   | Макашов, Леонид Николаевич                   | кандидат технических наук, заведующий лабораторией Всесоюзного научно-исследовательского и проектно-конструкторского института горного машиностроения |
| Создание, исследование и внедрение в промышленность воздушно-реактивных газоструйных инструментов и машин на её основе для бурения мёрзлых и вечномёрзлых грунтов, резки и обработки природного камня высокой прочности                                   | Фурсов, Анатолий Петрович                    | кандидат технических наук, доцент Харьковского авиационного института имени М. Е. Жуковского |
| Создание, исследование и внедрение в промышленность воздушно-реактивных газоструйных инструментов и машин на её основе для бурения мёрзлых и вечномёрзлых грунтов, резки и обработки природного камня высокой прочности                                   | Моторненко, Алексей Петрович                 | кандидат технических наук, доцент Харьковского авиационного института имени М. Е. Жуковского |
| Создание, исследование и внедрение в промышленность воздушно-реактивных газоструйных инструментов и машин на её основе для бурения мёрзлых и вечномёрзлых грунтов, резки и обработки природного камня высокой прочности                                   | Попов, Николай Никанорович                   | кандидат технических наук, доцент Харьковского авиационного института имени М. Е. Жуковского |
| Создание, исследование и внедрение в промышленность воздушно-реактивных газоструйных инструментов и машин на её основе для бурения мёрзлых и вечномёрзлых грунтов, резки и обработки природного камня высокой прочности                                   | Полевичко, Алексей Петрович                  | кандидат технических наук, доцент Харьковского авиационного института имени М. Е. Жуковского |
| Создание, исследование и внедрение в промышленность воздушно-реактивных газоструйных инструментов и машин на её основе для бурения мёрзлых и вечномёрзлых грунтов, резки и обработки природного камня высокой прочности                                   | Голдаев, Иван Прохорович                     | доктор технических наук, заведующий кафедрой Харьковского авиационного института имени М. Е. Жуковского |
| Разработка и внедрение в широкую медицинскую практику комплекса мер по борьбе с инфарктом миокарда | Антоненко, Леся Николаевна                   | заведующая отделением Львовской областной клинической больницы |
| Разработка и внедрение в широкую медицинскую практику комплекса мер по борьбе с инфарктом миокарда | Бутилин, Юрий Павлович                       | кандидат медицинских наук, заведующий отделением республиканской клинической больницы 4-го Главного управления при Министерстве здравоохранения УССР |
| Разработка и внедрение в широкую медицинскую практику комплекса мер по борьбе с инфарктом миокарда | Козлюк, Всеволод Матвеевич                   | начальник главного управления Министерства здоровья УССР |
| Разработка и внедрение в широкую медицинскую практику комплекса мер по борьбе с инфарктом миокарда | Алейникова, Людмила Иосифовна                | доктор медицинских наук, заведующая кафедрой Одесского медицинского института имени М. И. Пирогова |
| Разработка и внедрение в широкую медицинскую практику комплекса мер по борьбе с инфарктом миокарда | Пятак, Олесь Авдеевич                        | доктор медицинских наук, начальник главного управления Министерства здравоохранения УССР |
| Разработка и внедрение в широкую медицинскую практику комплекса мер по борьбе с инфарктом миокарда | Следзевская, Ирина Казимировна               | доктор медицинских наук, заведующая отделением Украинского научно-исследовательского института кардиологии имени Н. Д. Стражеско |
| Разработка и внедрение в широкую медицинскую практику комплекса мер по борьбе с инфарктом миокарда | Гватуа, Нонна Акакиевна                      | доктор медицинских наук, заведующая отделением Украинского научно-исследовательского института кардиологии имени академика Н. Д. Стражеско |
| Разработка и внедрение в широкую медицинскую практику комплекса мер по борьбе с инфарктом миокарда | Фуркал, Николай Кузьмич                      | доктор медицинских наук, директор Украинского научно-исследовательского института кардиологии имени академика Н. Д. Стражеско |
| Разработка и внедрение в широкую медицинскую практику комплекса мер по борьбе с инфарктом миокарда | Грицюк, Александр Иосифович                  | Академии медицинских наук СССР, заведующий кафедрой Киевского медицинского института имени академика А. А. Богомольца |
| Восьмитомный труд «История Украинской ССР» | Артёменко, Иван Иванович                     | доктор исторических наук, директор Института археологии Академии наук УССР |
| Восьмитомный труд «История Украинской ССР» | Голобуцкий, Владимир Алексеевич              | доктор исторических наук, бывший старший научный сотрудник-консультант Института истории Академии наук УССР |
| Восьмитомный труд «История Украинской ССР» | Гудзенко, Пантелеймон Петрович               | доктор исторических наук, старший научный сотрудник-консультант Института истории Академии наук УССР |
| Восьмитомный труд «История Украинской ССР» | Лещенко, Николай Никифорович                 | доктор исторических наук, старший научный сотрудник Института истории Академии наук УССР |
| Восьмитомный труд «История Украинской ССР» | Сергиенко, Григорий Яковлевич                | доктор исторических наук. заведующий отделом Института истории Академии наук УССР |
| Восьмитомный труд «История Украинской ССР» | Лихолат, Андрей Васильевич                   | доктор исторических наук, заведующий отдилом Института истории Академии наук УССР |
| Восьмитомный труд «История Украинской ССР» | Сохань, Павел Степанович                     | доктор исторических наук, заместитель директора Института истории Академии наук УССР |
| Восьмитомный труд «История Украинской ССР» | Кондуфор, Юрий Юрьевич                       | член-корреспондент Академии наук УССР, руководитель работы, директор Института истории Академии наук УССР |
| Восьмитомный труд «История Украинской ССР» | Лось, Фёдор Евдокимович                      | доктор исторических наук |
| Исследования по химии и биохимии витамина Д3, создание промышленной технологии его производства и внедрение в медицину и сельское хозяйство | Етарян, Нерсес Тигранович                    | заместитель начальника цеха ереванского производственного объединения «Ереванвитамины» |
| Исследования по химии и биохимии витамина Д3, создание промышленной технологии его производства и внедрение в медицину и сельское хозяйство | Тер-Степанян, Армен Манукович                | главный инженер ереванского производственного объединения «Ереванвитамины» |
| Исследования по химии и биохимии витамина Д3, создание промышленной технологии его производства и внедрение в медицину и сельское хозяйство | Литошенко, Николай Антонович                 | генеральный директор киевского производственного химико-фармацевтического объединения «Дарница» |
| Исследования по химии и биохимии витамина Д3, создание промышленной технологии его производства и внедрение в медицину и сельское хозяйство | Бауман, Виктория Карловна                    | член-корреспондент Академии наук Латвийской ССР, старший научный сотрудник Института биологии Академии наук Латвийской ССР |
| Исследования по химии и биохимии витамина Д3, создание промышленной технологии его производства и внедрение в медицину и сельское хозяйство | Ефимович, Рада Ивановна                      | кандидат химических наук, старший научный сотрудник Института биохимии имени А. В. Палладина Академии наук УССР |
| Исследования по химии и биохимии витамина Д3, создание промышленной технологии его производства и внедрение в медицину и сельское хозяйство | Вендт, Владимир Петрович                     | доктор биологических наук, заведующий отделом Института биохимии имени А. В. Палладина Академии наук УССР |
| Исследования по химии и биохимии витамина Д3, создание промышленной технологии его производства и внедрение в медицину и сельское хозяйство | Лукьянова, Елена Михайловна                  | член-корреспондент Академии медицинских наук СССР, директор Институт педиатрии, акушерства и гинекологии АМН Украины Киевского научно-исследовательского института педиатрии, акушерства и гинекологии имени Героя Советского Союза профессора П. М. Буйко |
| Исследование элементарных возбуждений в металлах методами рентгеновской, микроконтактной, туннельной, ультразвуковой и магнитной спектроскопии | Бутенко, Тарас Фёдорович                     | руководитель группы Донецкого физико-технического института Академии наук УССР |
| Исследование элементарных возбуждений в металлах методами рентгеновской, микроконтактной, туннельной, ультразвуковой и магнитной спектроскопии | Свистунов, Владимир Михайлович               | кандидат физико-математических наук, старший научный сотрудник Донецкого физико-технического института Академии наук УССР |
| Исследование элементарных возбуждений в металлах методами рентгеновской, микроконтактной, туннельной, ультразвуковой и магнитной спектроскопии | Цимбал, Людмила Трофимовна                   | кандидат физико-математических наук, заведующая лабораторией Донецкого физико-технического института Академии наук УССР |
| Исследование элементарных возбуждений в металлах методами рентгеновской, микроконтактной, туннельной, ультразвуковой и магнитной спектроскопии | Алёшин, Валентин Григорьевич                 | доктор физико-математических наук, начальник лаборатории Всесоюзного проектного и научно-исследовательского института комплексной энергетической технологии                                                                                                |
| Исследование элементарных возбуждений в металлах методами рентгеновской, микроконтактной, туннельной, ультразвуковой и магнитной спектроскопии | Королюк, Алексей Поликарпович                | доктор физико-математических наук, заведующий отделом Института радиофизики и электроники Академии наук УССР |
| Исследование элементарных возбуждений в металлах методами рентгеновской, микроконтактной, туннельной, ультразвуковой и магнитной спектроскопии | Канер, Эммануил Айзикович                    | доктор физико-математических наук, заведующий отделом Института радиофизики и электроники Академии наук УССР |
| Исследование элементарных возбуждений в металлах методами рентгеновской, микроконтактной, туннельной, ультразвуковой и магнитной спектроскопии | Свечкарёв, Игорь Вадимович                   | доктор физико-математических наук, заведующий отделом Физико-технического института низких температур Академии наук УССР |
| Исследование элементарных возбуждений в металлах методами рентгеновской, микроконтактной, туннельной, ультразвуковой и магнитной спектроскопии | Янсон, Игорь Кондратьевич                    | член-корреспондент Академии наук УССР, заведующий отделом Физико-технического института низких температур Академии наук УССР |
| Исследование элементарных возбуждений в металлах методами рентгеновской, микроконтактной, туннельной, ультразвуковой и магнитной спектроскопии | Кулик, Игорь Орестович                       | член-корреспондент Академии наук УССР, заведующий отделом Физико-технического института низких температур Академии наук УССР |
| Исследование элементарных возбуждений в металлах методами рентгеновской, микроконтактной, туннельной, ультразвуковой и магнитной спектроскопии | Немошкаленко, Владимир Владимирович          | член-корреспондент Академии наук УССР, заместитель директора Института металлофизики Академии наук УССР |
| Разработка и внедрение в народное хозяйство газовой автоматизированной системы управления технологическими процессами на магистральных нефтепроводах | Поздняков, Евгений Петрович                  | заведующий сектором, работник специального конструкторского бюро математических машин и систем Института кибернетики Академии наук УССР |
| Разработка и внедрение в народное хозяйство газовой автоматизированной системы управления технологическими процессами на магистральных нефтепроводах | Овчаренко, Александр Михайлович              | заведующий лабораторией специального конструкторского бюро математических машин и систем Института кибернетики Академии наук УССР |
| Разработка и внедрение в народное хозяйство газовой автоматизированной системы управления технологическими процессами на магистральных нефтепроводах | Караченец, Дмитрий Васильевич                | кандидат технических наук, заведующий отделом специального конструкторского бюро математических машин и систем Института кибернетики Академии наук УССР |
| Разработка и внедрение в народное хозяйство газовой автоматизированной системы управления технологическими процессами на магистральных нефтепроводах | Буняк, Любомир Константинович                | главный инженер Ровенского управления нефтепровода «Дружба» |
| Разработка и внедрение в народное хозяйство газовой автоматизированной системы управления технологическими процессами на магистральных нефтепроводах | Нащубский, Виталий Антонович                 | заместитель начальника отдела управления магистральных нефтепроводов «Дружба» |
| Разработка и внедрение в народное хозяйство газовой автоматизированной системы управления технологическими процессами на магистральных нефтепроводах | Пристай, Любомир Владимирович                | главный инженер управления магистральных нефтепроводов «Дружба» |
| Разработка и внедрение в народное хозяйство газовой автоматизированной системы управления технологическими процессами на магистральных нефтепроводах | Белянинов, Пётр Павлович                     | начальник управления магистральных нефтепроводов «Дружба» |
| Разработка и внедрение в народное хозяйство газовой автоматизированной системы управления технологическими процессами на магистральных нефтепроводах | Акуленко, Юрий Николаевич                    | начальник сектора управления магистральных нефтепроводов «Дружба» |
| Создание, развитие и внедрение в народное хозяйство теории R-функций | Проценко, Владимир Сидорович                 | доктор физико-математических наук, заведующий кафедрой Харьковского авиационного института имени М. Е. Жуковского |
| Создание, развитие и внедрение в народное хозяйство теории R-функций | Синекоп, Николай Сергеевич                   | кандидат технических наук, младший научный сотрудник Института проблем машиностроения Академии наук УССР |
| Создание, развитие и внедрение в народное хозяйство теории R-функций | Шейко, Татьяна Ивановна                      | кандидат физико-математических наук, старший научный сотрудник Института проблем машиностроения Академии наук УССР |
| Создание, развитие и внедрение в народное хозяйство теории R-функций | Слесаренко, Анатолий Павлович                | кандидат физико-математических наук, старший научный сотрудник Института проблем машиностроения Академии наук УССР |
| Создание, развитие и внедрение в народное хозяйство теории R-функций | Манько, Григорий Павлович                    | кандидат физико-математических наук, старший научный сотрудник Института проблем машиностроения Академии наук УССР |
| Создание, развитие и внедрение в народное хозяйство теории R-функций | Стоян, Юрий Григорьевич                      | доктор технических наук, заведующий отделом Института проблем машиностроения Академии наук УССР |
| Создание, развитие и внедрение в народное хозяйство теории R-функций | Рвачёв, Владимир Логвинович                  | академик Академии наук УССР, заведующий отделом Института проблем машиностроения Академии наук УССР, руководитель работы |
| Учебник «Сопротивление материалов», опубликованный в 1979 году (4-е издание) | Писаренко, Георгий Степанович                | академик Академии наук УССР, директор Института проблем прочности Академии наук УССР |
| Учебник «Сопротивление материалов», опубликованный в 1979 году (4-е издание) | Квитка, Александр Львович                    | кандидат технических наук, заведующий отделом Института проблем прочности Академии наук УССР |
| Учебник «Сопротивление материалов», опубликованный в 1979 году (4-е издание) | Уманский, Эммануил Соломонович               | доктор технических наук, профессор Киевского политехнического института имени 50-летия Великой Октябрьской социалистической революции |
| Учебник «Сопротивление материалов», опубликованный в 1979 году (4-е издание) | Попков, Виктор Григорьевич                   | кандидат технических наук, доцент Киевского института инженеров гражданской авиации |
| Учебник «Сопротивление материалов», опубликованный в 1979 году (4-е издание) | Агарев, Виктор Андреевич                     | кандидат технических наук |
| Учебник «Внутренние болезни», опубликованный в 1977 году | Бурчинский, Георгий Иосифович                | доктор медицинских наук, заведующий кафедрой Киевского медицинского института имени академика А. А. Богомольца |
| Учебник «Внутренние болезни», опубликованный в 1977 году | Ревуцкий, Евгений Львович                    | доктор медицинских наук, заведующий кафедрой Киевского медицинского института имени академика А. А. Богомольца |
| Учебник «Внутренние болезни», опубликованный в 1977 году | Пелещук, Анатолий Петрович                   | доктор медицинских наук, профессор Киевского медицинского института имени академика А. А. Богомольца |
| Учебник «Внутренние болезни», опубликованный в 1977 году | Ефимов, Андрей Семёнович                     | доктор медицинских наук, заведующий клиникой Киевского научно-исследовательского института эндокринологии и обмена веществ |
| Учебник «Внутренние болезни», опубликованный в 1977 году | Губергриц, Александр Яковлевич               | доктор медицинских наук, заведующий кафедрой Донецкого медицинского института имени А. М. Горького |
| Учебник «Внутренние болезни», опубликованный в 1977 году | Дяк, Виктор Николаевич                       | доктор медицинских наук, заведующий кафедрой Днепропетровского медицинского института |
| Учебник «Внутренние болезни», опубликованный в 1977 году | Ясиновский, Михаил Александрович             | доктор медицинских наук (посмертно) |
| Учебник «Внутренние болезни», опубликованный в 1977 году | Даштаянц, Гайк Апетнакович                   | доктор медицинских наук (посмертно) |